# Louis Delfino
Louis Barthélemy Delfino (Nizza, 15 ottobre 1912 – 11 giugno 1968) è stato un generale e aviatore francese, asso dell'aviazione da caccia francese nel corso della seconda guerra mondiale con 16 vittorie. La sua carriera militare proseguì brillantemente dopo la fine delle ostilità. Dal gennaio all'agosto 1946 comandò la 1ª e la 6 ª Escadre de Chasse, capo di stato maggiore della Difesa Aerea Territoriale, Ispettore dell'aviazione da caccia il 12 settembre 1952, comandante della Zona di Difesa Aerea 901, comandante della École de l'Air (ottobre 1957-gennaio 1960), comandante della IV Regione aerea, e poi comandante di tutta la Difesa Aerea.Promosso generale di corpo d'armata curò nei minimi dettagli all'avvio del programma di acquisizione ed impiego delle armi nucleari da assegnare all'Armée de l'air. Dal 1 gennaio 1964 alla data della sua morte fu Ispettore generale dell'Armée de l'air.

## Biografia

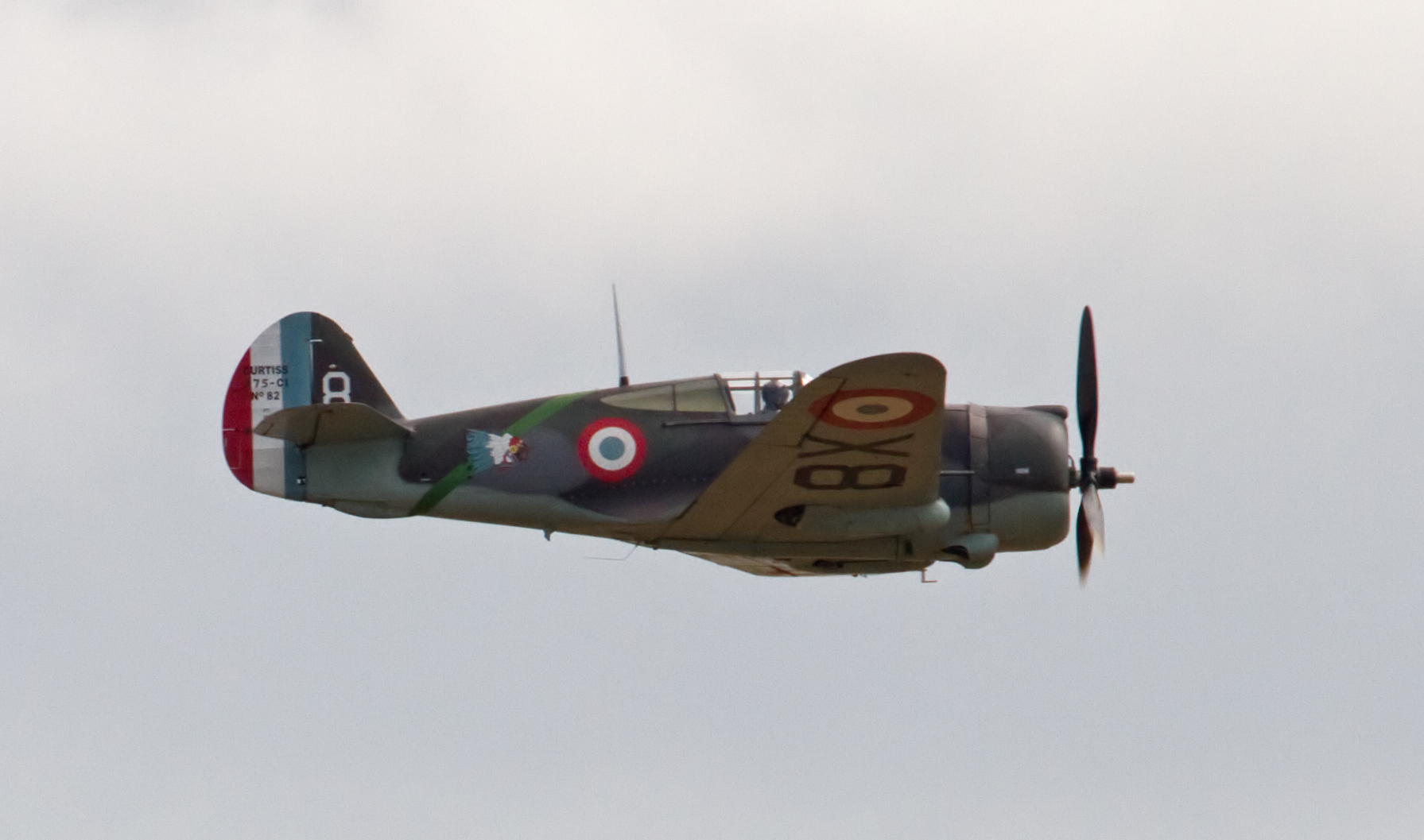
Un caccia Curtiss Hawk 75 in volo.

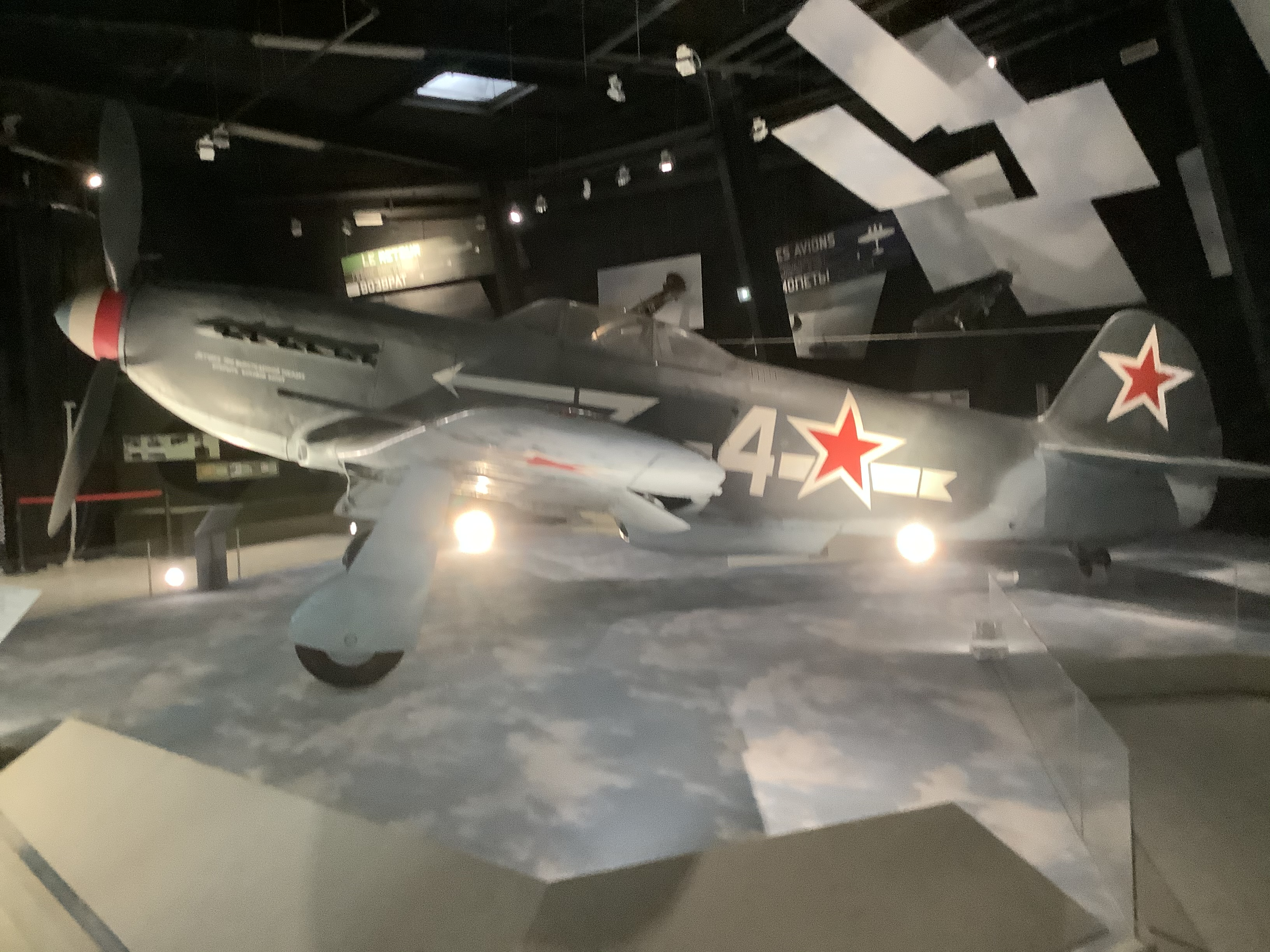
L'esemplare di Yak-3 esposto al Musée de l'air et de l'espace di Parigi.

Nacque a Nizza,  dipartimento delle Alpi Marittime, il 15 ottobre 1911, figlio di Félix Joseph e di Henriette Salute.   Frequentò il Liceo Massena e, buon giocatore di calcio, all'età di diciotto anni debuttò in prima squadra nell'Olympique Gymnaste Club Nice; fu semifinalista nella Coppa di Francia 1930-1931. Arruolatosi nell'Armée de terre nel 1931 iniziò a frequentare la École spéciale militaire de Saint-Cyr (Promotion du Tafilalet) da cui uscì con il grado di sottotenente il 1 settembre 1933 assegnato all'aviazione. Conseguì il suo brevetto di pilota il 27 luglio 1934, e poi entrò in servizio in un reparto da ricognizione a Nancy, dove per breve tempo giocò ancora a calcio nelle file dello FC Nancy. Il 21 settembre 1938, con l'aggravarsi della situazione internazionale, chiese, ed ottenne, il trasferimento alla specialità caccia. Allo scoppio della seconda guerra mondiale presta servizio, con il grado di capitano, come assistente del comandante del Groupe de chasse 1/4 di base a Reims. Il 27 agosto 1939 il suo reparto fu subito rischiarato sul campo d'aviazione di Wez-Thuisy, ma durante la strana guerra non ebbe occasioni di combattere. Con l'inizio della battaglia di Francia, il 10 maggio 1940, entrò in combattimento e il l'11 maggio volando su un caccia Curtiss H-75A conseguì la sua prima vittoria aerea a spese di un bombardiere Heinkel He 111 e poi rivendicò la distruzione di due caccia Messerschmitt Bf 109, uno il giorno 11 ed uno il giorno 13, che gli furono assegnati come probabili.
Il 17 maggio assunse il comando della 4ª Escadrille del Groupe de chasse 2/9, equipaggiata coassegnata alla Zone d'Opérations Aériennes Nord (ZOAN). Dopo il riequipaggiamento della sua escadrille con i nuovi Bloch MB-152 distrusse quattro aerei in pochi giorni: un ricognitore Henschel Hs 126 il 26 maggio, un bombardiere He 111 e un ricognitore Hs 126 il 5 giugno, un ricognitore Hs 126 il 9 giugno e inoltre chiese l'omologazione dell'abbattimento di un bombardiere Dornier Do 17P il 10 giugno. Dopo la firma dell'armistizio di Compiègne aveva al suo attivo 7 vittorie aeree e tre probabili, oltre ad alcune in collaborazione con il suo gregario Charles Chesnais.
Il 29 maggio 1942 con il suo gruppo raggiunse Dakar, dove il 12 agosto, durante lo sbarco delle truppe Alleate che tentavano di occupare i territori dell'Africa Occidentale Francese, distrusse un bombardiere Vickers Wellington della Royal Air Force volando su un Curtiss H-75A. Dopo lo sbarco delle truppe alleate in Marocco (Operazione Torch), e la ripresa delle ostilità con la Germania e l'Italia, la sua unità raggiunse l'aeroporto di Meknès (Marocco) per ricevere i caccia Bell P-39 Airacobra. Nell'agosto 1943 fu nominato aiutante del comandante del gruppo, allora impegnato in missioni di pattugliamento costiero.
L'11 gennaio 1944 lasciò l'Africa e raggiunse l'Unione Sovietica per entrare in servizio, il 28 febbraio, nel Reggimento da caccia 2/30 Normandie-Niémen. Tre mesi più tardi partecipò all'operazione Bagration, venendo promosso comandante nel mese di giugno. Il 16 ottobre l'Armata rossa lanciò una grande offensiva nel settore della Prussia Orientale, e quel giorno abbatté un caccia Messerchmitt Bf 109, cui seguì un Focke-Wulf Fw 190 il giorno 18, un Bf 109 il giorno 22 e un altro Bf 109 il giorno 26 ottobre.
Il 12 dicembre assunse il comando del reggimento impegnato in azione sulla Prussia Orientale tra il dicembre 1944 e il maggio 1945. Il 16 gennaio 1945 abbatté un caccia Fw 190, l'11 febbraio un caccia Bf 109 e il 27 marzo un Fw 190, la sua ultima vittoria.
Per decisione del generale Charles De Gaulle fu promosso tenente colonnello il 26 aprile 1945. Il 20 giugno il reggimento rientrò in Francia con i propri 40 caccia Yakovlev Yak-3 donati da Josif Stalin in segno di riconoscenza. Al termine della guerra gli erano state assegnate 16 vittorie aeree sulle 20 reclamate. Proseguì la sua carriera all'interno dell'Armée de l'Air, e dal gennaio all'agosto 1946 comandò la 1ª e la 6 ª Escadre de Chasse, conseguendo quindi il brevetto presso la Scuola di guerra, e il 1 aprile 1949 fu nominato capo di stato maggiore della Difesa Aerea Territoriale. Promosso colonnello nel febbraio 1951, fu nominato Ispettore dell'aviazione da caccia il 12 settembre 1952, e nell'ottobre 1954 passò al comando della Zona di Difesa Aerea 901. Promosso generale di brigata aerea fu comandante della École de l'Air a Salon-de-Provence dall'ottobre 1957 al gennaio 1960. Il 10 gennaio 1960 passò al comando della IV Regione aerea con quartier generale a Aix-en-Provence, venendo promosso generale di divisione aerea nel giugno 1961, quando divenne comandante di tutta la Difesa Aerea. Promosso generale di corpo d'armata curò nei minimi dettagli al'avvio del programma di acquisizione ed impiego delle armi nucleari da assegnare all'Armée de l'air.
Nominato generale d'armata aerea il 1 gennaio 1964, fu nominato Ispettore generale dell'Armée de l'air. Alle elezioni del 16 maggio 1965 si candidò alla carica di Sindaco di Nizza nella lista Union et d'expansion de la ville ma fu battuto al primo turno dal sindaco uscente M. Médecin. Si spense l'11 giugno 1968 a causa di un Infarto miocardico acuto. Aveva al suo attivo 4.500 ore di volo. La salma fu successivamente tumulata nel cimitero ortodosso di Caucade, a Nizza.
La sua città natale gli ha intitolato un boulevard e presso il giardini "Normandie-Niemen" si trova una stele che rappresenta il suo busto; a Drachenbronn-Birlenbach, una via porta il suo nome.

### Annotazioni
1. ↑  Nato in rue Arson, figlio di un ebanista morto nel corso della prima guerra mondiale, mentre sua madre lavorava nella manifattura tabacchi.

### Fonti
1. 1 2  Ketley 1999, pp. 73-74.
2. ↑  Fandavion.
3. 1 2  Sofoot.
4. 1 2 3 4 5 6 7 8 9 10 11 12 13 14 15 16 17 18  Ciel de Gloire.
5. 1 2 3 4  Tombes-sepultures.
6. ↑  Le Monde.